# Jati Indah
Jati Indah is een bestuurslaag in het regentschap Lampung Selatan van de provincie Lampung, Indonesië. Jati Indah telt 3366 inwoners (volkstelling 2010).